# Pilktjärnen (Torps socken, Medelpad)
Pilktjärnen är en sjö i Ånge kommun i Medelpad och ingår i Ljungans huvudavrinningsområde.